# Theodore Moses Tobani
Theodore Moses Tobani (soms ook: Theodore Moses-Tobani (Hamburg, 2 mei 1855 – Jackson Heights, New York, 12 december 1933) was een Duits-Amerikaans componist, dirigent en violist. Voor bepaalde werken gebruikte hij de pseudoniemen Andrew Herman, Theodore Moses, F. Wohanka en Florence Reed.

## Levensloop
Tobani kwam in zijn jonge jaren al naar de Verenigde Staten, maar keerde naar Duitsland terug, om aan het Hamburger Konservatorium viool bij Hermann Brandt en piano en harmonie bij Julius von Bernuth (1830-1902) te studeren. Op 10-jarige leeftijd verzorgde hij al viool soloconcerten in de Verenigde Staten. Sinds 1870 leefde hij als violist en dirigent weer in de Verenigde Staten, vooral in Philadelphia. De muziekuitgave Carl Fischer in New York publiceerde van hem rond 500 werken. Hij bewerkte ook klassieke composities voor harmonieorkest zoals: Richard Wagner: Vorspiel aus den dritter Aufzug der oper «Lohengrin», Richard Wagner: Nibelungenmarsch, Ludwig van Beethoven: Egmont Overture, Franz Schubert: Rosamunde en Franz von Suppé: Morning Noon and Night in Vienna, ouverture.

## Composities

### Werken voor harmonieorkest
- 1889: A Trip to Coney Island, beschrijvende fantasie
- 1889: The Brigands
- 1898: Columbus, grote beschrijvende fantasie
- 1899: Hearts and flowers, op. 245 - tekst: Mary D. Brine
- 1901: Crack regiment patrol
- 1902: U.S. Army lancers
- 1908: Round the Christmas Tree - Grand Yuletide Fantasia
- America, Overture on National Airs
- Grand American Fantasia, op. 459
- Japanese Patrol
- The Civil War: Realistic Tone-Poem
- The Yankee Girl, caprice
- Trinity Sacred, intermezzo

### Werken voor piano
- American Volunteers March
- Hearts And Flowers